# Брод, Херман
Херманус (Херман) Брод (нидерл. Hermanus (Herman) Brood, 5 ноября 1946 — 11 июля 2001) — нидерландский певец, художник, пианист, актёр и поэт. Брод был нидерландским воплощением гедонистической формулы «секс, наркотики, рок-н-ролл».

## Биография
Херман Брод основал свою первую группу The Moans в 1964 году, во время учёбы в Академии Искусств Арнема. Группа часто выступала перед американскими военнослужащими в соседней ФРГ. В это же время Брод начинает употреблять амфетамины.
В 1967 году Брод начинает играть в блюз-группе Cuby + Blizzards, однако в скором времени он вынужден покинуть группу после того, как лейбл узнаёт о его пристрастии к наркотикам.
В 1974 году Брод снова присоединяется к Cuby + Blizzards и решает возобновить свою музыкальную карьеру. В это время он играет с группой Stud и записывает альбом с Яном Аккерманом. В 1976 после выступления с Cuby + Blizzards в кафе в Винсхотене Брод знакомится с владельцем кафе Косом ван Дейком, который с того момента до самой смерти музыканта в 2001 году становится его другом и менеджером.
Покинув Cuby + Blizzards Брод организует собственную группу Herman Brood & His Wild Romance. Первый альбом группы — Street выходит в 1977 году.
Но наибольшим хитом уже со следующего альбома Shpritsz, вышедшего в 1978 году, становится сингл Saturday Night.

## Дискография
- Showbiz Blues (1975)
- Vitesse (1976)
- Street (1977)
- Shpritsz (1978)
- Cha Cha (1978)
- Go Nutz (1980)
- Wait a Minute… (1980)
- Modern Times Revive (1981)
- Frisz & Sympatisz (1982)
- The Brood (1984)
- Bühnensucht/Live (1985)
- Yada Yada (1988)
- Hooks (1989)
- Freeze (1990)
- Saturday Night Live! (1992)
- Fresh Poison (1994)
- 50 The Soundtrack (1996)
- Herman Brood 1977—1997 20 Years of Rock & Roll
- Back On The Corner (1999)
- Ciao Monkey (2000)
- My Way (2001)
- Final (2006)
- Brood Box, including Kidstuff (2006)